# Heinrich von Bünau (Politiker)
Heinrich von Bünau (* 28. Dezember 1906 in Spandau; † 10. September 1992 in Neustadt an der Weinstraße) war ein deutscher Politiker. Er war preußischer Landrat des Kreises Preußisch Eylau (1938/39) und ab 1939 des Landkreises Allenstein, SA-Standartenführer und von 1963 bis 1971 Landtagsabgeordneter für die FDP.

## Leben
Heinrich von Bünau entstammte dem vogtländischen Uradelsgeschlecht derer von Bünau. Er wurde als zweites Kind des Generals der Infanterie Heinrich von Bünau und der Hedwig von Bredow geboren.
Er legte das Abitur am Realgymnasium in Potsdam ab und studierte danach Rechtswissenschaften in Berlin. 1933 legte er das erste und 1934 das zweite Staatsexamen ab, nachdem er sein Referendariat bei der Regierung Frankfurt (Oder) und dem Landratsamt Züllichau absolviert hatte. Er wurde Regierungsassessor im Landratsamt Groß-Strehlitz (Oberschlesien) und Preußisch Eylau (Ostpreußen). 1940 leistete er Kriegsdienst. Er erreichte den Dienstgrad eines Leutnants in einem Kavallerieregiment. In der SA war er Standartenführer. Von Bünau trat zum 1. Juni 1929 der NSDAP (Mitgliedsnummer 135.517), war also "Alter Kämpfer". 1941 wurde er Landrat im Landkreis Allenstein.
Nach der deutschen Besetzung Polens im Zweiten Weltkrieg war er bis November 1939 Kreishauptmann in Piotrków. Von August 1941 bis Februar 1942 war er Landrat des annektierten Landkreises Bielitz mit Sitz in Bielsko. Im Kreis Bielitz lagen die KZ Auschwitz und KZ Auschwitz-Birkenau; am 28. November 1941 unterzeichnete der Landrat eine Polizeiverordnung, die die Leichenschau in einem Gebiet regelte, von der der nicht zur Stadt Auschwitz gehörende Teil des Amtsbezirks Auschwitz ausgenommen war. In der besetzten Sowjetunion wurde er danach als Hauptabteilungsleiter beim Generalkommissar Kiew, Waldemar Magunia, eingesetzt. 1943 bis 1945 leistete er erneut Kriegsdienst (zuletzt Ordonnanz-Offizier in einem Divisionsstab), 1945 geriet er in amerikanische Kriegsgefangenschaft. 1946 wurde er Verwaltungsrechtsrat einer Wohnungsbau- und Siedlungsgenossenschaft in Essen und 1952 in den Dienst des Landes Rheinland-Pfalz übernommen. 1956 wurde er Oberregierungsrat und Leiter des Landesausgleichsamtes. 1967 wurde er zum Regierungsdirektor befördert.

## Politik
1936 war er kommissarischer Bürgermeister in Senftenberg (Niederlausitz).
1954 trat er in die FDP ein, über seine Entnazifizierung ist nichts bekannt. Kommunalpolitisch war er Mitglied des Stadtrats Neustadt an der Weinstraße und dort FDP-Fraktionsvorsitzender. Er war Kreisvorsitzender des FDP-Kreisverbands Neustadt-Stadt und stellvertretender Landesvorsitzender des Kommunalpolitischen Arbeitskreises der FDP.
Heinrich von Bünau vertrat in der 5. und 6. Wahlperiode von 1963 bis 1971 die FDP im rheinland-pfälzischen Landtag. Im Landtag war er in der 5. Wahlperiode Schriftführender Abgeordneter und Mitglied im Hauptausschuss, Haushalts- und Finanzausschuss und Sonderausschuss Verwaltungsreform. In der 6. Wahlperiode gehörte er dem Innenausschuss an.
Er war Mitglied im Landesbürgschaftsausschuss und lebte in Neustadt an der Weinstraße.